# Jacky Martens
Jacky Martens   (Lommel, 3 de juliol de 1963) és un ex-pilot de motocròs flamenc, Campió del món de 500cc el 1993 amb Husqvarna.

## Resum biogràfic
La primera cursa de motocròs que disputà Martens fou el 1979, a setze anys, i a mitjan dècada del 1980 feu el salt als Grans Premis del mundial pilotant una Honda privada. Després de córrer uns anys com a semi-privat amb la KTM, a començaments de la dècada del 1990 entrà a l'equip oficial de la marca austríaca i el 1991 hi aconseguí el subcampionat del món de 500 cc.
El 1992 va fitxar per Husqvarna i començà a pilotar la temible Husqvarna 610 de 4T. Molta gent pensà que això era un pas enrere en la seva carrera, ja que aleshores les motocicletes de quatre temps eren més lentes, pesades i poc competitives que les de 2T, al contrari del que passa actualment. De fet el seu començament de temporada fou difícil, però després d'alguns resultats encoratjadors a final de temporada va poder acabar en l'onzena posició. Tanmateix, el 1993 fou diferent. Després d'una poc reeixida cursa al primer Gran Premi, el de Gran Bretanya disputat a Hawkstone Park, Martens progressà ràpidament fins a assolir les posicions capdavanteres del Campionat del Món, amb dura lluita amb el suec Jorgen Nilsson. El resultat final del campionat fou incert fins a la darrera cursa, en què Martens aconseguí el títol essent el primer pilot a guanyar-lo amb una motocicleta de quatre temps des de feia més de 20 anys. A més a més, la seva actuació amb la potent Husqvarna li feren guanyar una cort de seguidors, especialment britànics, arribant a ser tan popular al Regne Unit com els mateixos pilots d'aquell país.
El 1994 defensà el seu títol, aquest cop tenint com a màxim rival un altre suec, Marcus Hansson. Un cop més el campionat es decidí a la darrera cursa, amb la mala sort que una avaria en la darrera mànega del Gran Premi li costà el títol, quedant subcampió del món per molt poc. Els anys 1995 i 1996 tingué sengles lesions, de manera que la seva darrera temporada en actiu fou la de 1997. En aquells temps, Martens era vist gairebé com un perdedor, però ell se les va enginyar per a capgirar les previsions i assolir un resultats impressionants, incloent la victòria en una mànega al Gran Premi de Gran Bretanya, a Hawkstone Park, circuit curull de fans britànics del flamenc que l'encoratjaren durant tota la cursa.
Un cop retirat, Martens seguí vinculat al motocròs com a assistent de l'equip de fàbrica de Husqvarna. Darrerament, però, ha esdevingut un exitós director d'equip, liderant el JM Racing KTM Team. Sota el seu comanament l'equip ha aconseguit el campionat del món de la categoria MX3 amb el també flamenc Sven Breugelmans. L'equip dona també suport a Joel Roelants en la categoria MX2.

## Palmarès al Campionat del Món
| Any  | Motocicleta | 500cc | 250cc |
| ---- | ----------- | ----- | ----- |
| 1984 | KTM         | -     | 5è    |
| 1985 | KTM         | -     | -     |
| 1986 | KTM         | -     | 59è   |
| 1987 | KTM         | 8è    | -     |
| 1988 | KTM         | 9è    | -     |
| 1989 | KTM         | 5è    | -     |
| 1990 | KTM         | 4t    | -     |
| 1991 | KTM         | 2n    | -     |
| 1992 | Husqvarna   | 11è   | -     |
| 1993 | Husqvarna   | 1r    | -     |
| 1994 | Husqvarna   | 2n    | -     |
| 1995 | Husqvarna   | 5è    | -     |
| 1996 | Husqvarna   | 7è    | -     |
| 1997 | Husqvarna   | 14è   | -     |

1. 1 2  Lesionat.